# 拉臘比 (愛荷華州)
拉臘比（英語：Larrabee）是一個位於美國愛荷華州切羅基縣的城市。

## 地理
拉臘比的座標為42°51′41″N 95°32′42″W / 42.86139°N 95.54500°W，而該地的平均海拔高度為415米（即1362英尺）。

## 人口
根據2010年美國人口普查的數據，拉臘比的面積為0.31平方千米，當中陸地面積為0.31平方千米，而水域面積為0.00平方千米。當地共有人口132人，而人口密度為每平方千米425人。